# Passiflora catharinensis
Passiflora catharinensis är en passionsblomsväxtart som beskrevs av J. da Costa Sacco. Passiflora catharinensis ingår i släktet passionsblommor, och familjen passionsblomsväxter. Inga underarter finns listade i Catalogue of Life.